# 魔女っこ
魔女っこ（まじょっこ）は、カレント所属の女性タレント同士からなるアイドル芸人（お笑いコンビ）である。

## 来歴
グラビアアイドル、レースクイーンとしても活動していた永島さや佳と、2008年7月頃にカレント入りした伊藤しほ乃が2008年10月頃にコンビを結成。背格好が似ている事から、伊藤が親近感を覚えて組んだという。
当初は普通の芸だったが、事務所の社長から魔女の格好の表紙のエロ本を見せられ、「お前らはコレをやれ！」と言われ、この芸風になったという。
2009年1月から本格的に魔女っことしての活動を開始。同年1月31日深夜放送の『イツザイ』が魔女っことしてのテレビ初出演となった。
2009年11月29日に亀田興毅VS内藤大助のWBCの前座務めたことでも話題になった。
2011年10月19日、テイチクレコードより、シングル『ねっちょりベイビー』で歌手デビュー。
2013年3月24日ブログで解散を発表し、そのまま2人とも所属事務所を退社し引退したが、伊藤は2015年よりグラビアアイドルとしてタレント活動を再開している。

## メンバー
- 永島 さや佳（ながしま さやか、1984年7月7日 - ）

身長167cm、B90cm、W59cm、H88cm、血液型はB型。色違い衣装の場合は赤担当。
秋田県出身（千葉県木更津市育ち）。しゃがれた声が特徴。弟が2人居る。トマトが大好物。ドラゴンボールシリーズの大ファン。
英検3級の資格がある。
前所属事務所はアバンギャルド。2008年12月にカレントに移籍。
レースクイーン時代には、2005年、2006年と2年連続して『エンドレスレディ』を務めた。また、撮影会も頻繁に行っていた。
歯科助手をしていたことがある。
- 伊藤 しほ乃（いとう しほの、1988年11月10日 - ）

身長168cm、B90cm、W59cm、H87cm、血液型はB型。色違い衣装の場合は青担当。
東京都荒川区出身。音楽関係の専門学校卒。牛乳とシリアルが大好物。クールな性格で緊張しやすいという。
友達はギャルが多く、好きな男性のタイプは「忙しい人」、恋愛よりも友達が優先だという。

## 芸風
色は黒が主の魔女風の衣装で、最初はほうきに乗るような格好で「魔女、魔女、がんばり魔女」と言って登場。ブリッジにはこの台詞の他、「シャランラーン」という台詞も挟んでいるが、この台詞は『魔女っ子メグちゃん』の呪文の台詞から引用している。主に胸を使ったネタや駄洒落などを披露、最後は腕を両胸で挟んで「もうそろそろ終わりにし魔女。」と言って締めとしていた。
よゐこの濱口優に「パイレーツぶりにゾクッとした」と言われたことがある。特に永島は歯科助手の経験から濱口に「まさに逸材！」と言われていた。
告っちゃ!出演時に、さや佳が喋り過ぎてしまい、原口あきまさやハマカーンから「お前は相方を潰そうとしてるだろ！」と言われてしまった。
憧れの芸能人はオセロ。「お二人みたいに、ずっとテレビに出続けたい」とのこと。
胸部がハート型に大きく開いたコスプレ衣装を着るコントもしているが、所属事務所の指示により、手ブラまでは芸風として許されているが露出は厳禁とされており、ニプレスを貼っている（ガムテープを貼っていたこともある）この衣装でコントをする「テブラーマン」や、あっち向いてホイをする「あっち向いてパイ」のネタなどがあった。

## 出演

### テレビ
- さんタク（2008年7月27日、フジテレビ） - 『FNS27時間テレビ』内で生放送の特別回に出演
- イツザイ（テレビ東京） - 2009年1月31日初出演以降、数多くの回に出演。キャッチコピーは「魔法の国からやって来た」
- エンタの天使（日本テレビ） - 2009年2月4日（第8回）、キャッチコピーは「まじかる☆Fカップガール」
- イツザイS（2009年10月5日 - 2010年3月29日、テレビ東京） - 準レギュラー
- あらびき団（2010年1月6日・3月10日、TBSテレビ）
- ダウンタウンのガキの使いやあらへんで!!（2010年1月24日、日本テレビ） - 『山-1グランプリ』
- 『ぷっ』すま（テレビ朝日）
  - 「ザ・ギリギリマスター! ギリギリ女芸人」（2010年2月9日）
  - 「お好み円買芸」（2012年8月10日）
- 王笑III（2010年3月25日、メ〜テレ）

### インターネットテレビ
- 告っちゃ!(GyaOジョッキー、2009年5月29日ゲスト出演)
- 東京・超人クラブ（あっ!とおどろく放送局、2011年6月23日）
- 魔女っこの放送禁止ギリギリオーバー（WALLOP、2012年4月-）

## 着うたフル
- ねっちょりベイビー（2011年10月19日配信開始）